# پیتر وینگفیلد
پیتر وینگفیلد (انگلیسی: Peter Wingfield؛ زادهٔ ۵ سپتامبر ۱۹۶۲) یک هنرپیشه اهل بریتانیا است.
او در فیلم کشف‌نشده و سریال شهبانوی شمشیرها  بازی کرده‌است.